# 阿德蒙特
阿德蒙特（德語：Admont）是奥地利施泰爾馬克州的一个市镇，面积75.96平方公里，人口2,694人（2005年）。

## 知名人物
- 玛莉丝·席尔德，奥地利退役女子高山滑雪运动员